# Brønderslev (stacja kolejowa)
Brønderslev (duński: Brønderslev Station) – stacja kolejowa w miejscowości Brønderslev, w regionie Jutlandia Północna, w Danii. Znajduje się na linii Aalborg – Frederikshavn. Jest obsługiwana przez DSB pociągami InterCityLyn do Frederikshavn i Kopenhagi oraz przez pociągi regionalne do Frederikshavn i Aalborga.
Stacja jest zarządzana i obsługiwana przez Danske Statsbaner.

## Historia
Została otwarta w 1871 roku jako przystanek na Vendsysselbanen. Linia ta została otwarta 15 sierpnia 1871 i biegła początkowo z Nørresundby do Frederikshavn. Później przedłużono ją do stacji kolejowej w Aalborgu poprzez most kolejowy nad Limfjord, który został oddany do użytku 8 stycznia 1879.
Oryginalny budynek dworca został zaprojektowany przez Nielsa Pedera Christiana Holsø. W 1966 roku stacja została zamknięta, a nowy budynek został zbudowany w połączeniu z nowym układem torowym.

## Linie kolejowe
- Aalborg – Frederikshavn